# アニソドンテア属
アニソドンテア属（あにそどんてあぞく）とは、アオイ科の属の1つ。アニソドンティア属とも。学名はAnisodontea。

## 主な種
Anisodontea capensis
半耐寒性多年草で花期は4〜11月頃。南アフリカ原産。単にアニソドンテアというと本種のことが多い。